# Discoelius dimidiatus
Discoelius dimidiatus är en stekelart som beskrevs av Adolpho Ducke 1904. Discoelius dimidiatus ingår i släktet tapetserargetingar, och familjen Eumenidae. Inga underarter finns listade i Catalogue of Life.